# Kuwaro
Kuwaro (tiếng Ả Rập: كوارو) là một ngôi làng Syria nằm ở Armanaz Nahiyah ở huyện Harem, Idlib. Theo Cục Thống kê Trung ương Syria (CBS), Kuwaro có dân số 831 người trong cuộc điều tra dân số năm 2004.